# Bacacay
Bacacay est une municipalité de la province d'Albay, aux Philippines.
Sa population est de 65 724 habitants au recensement de 2010 sur une superficie de 122 km2, subdivisée en 56 barangays.